# Hyperiidea
Gli Hyperiidea (iperidi) sono un ordine di anfipodi. Al contrario di altri ordini dello stesso gruppo, sono esclusivamente marini e non esistono in acque dolci.
Gli iperidi sono distinguibili attraverso la presenza dei loro larghi occhi e poiché vivono in habitat planctonico.
Molte specie sono parassite o predatrici di salpe e meduse nel plancton, sebbene Themisto gaudichaudii e qualche specie affine sia predatore di copepodi e altri piccoli animali planctonici. Secondo Vinogradov et al., ci sono 233 species di Hyperiidea.
C'è qualche controversia riguardo al numero di famiglie di Hyperiidea, ma il loro numero è compreso tra 20 e 23. Gli Hyperiidea sono presenti in molti oceani del mondo, 69 specie dell'Oceano Pacifico.